# Víctor García de la Concha

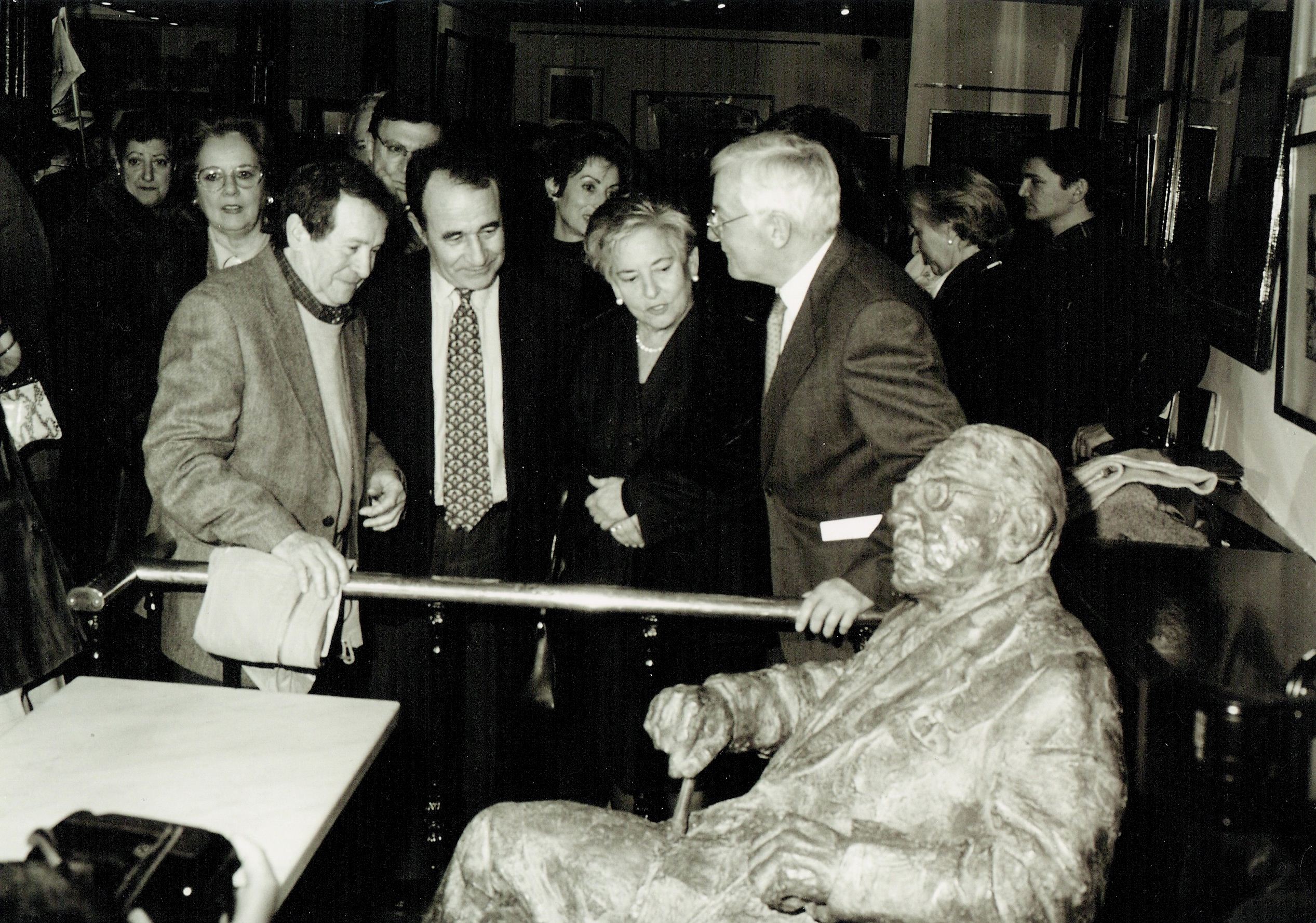
Víctor García de la Concha al Cafè Novelty de Salamanca inaugurant una estàtua de Torrente Ballester

Víctor García de la Concha (nascut a Villaviciosa, Astúries, el 2 de gener de 1934),
 és un filòleg espanyol, actual director de l'Instituto Cervantes, i anterior director de la Reial Acadèmia Espanyola; direcció que va ocupar des de 1998 fins a 2010, quan va haver d'abandonar-la per haver complert ja el seu tercer mandat, el qual li havia estat concedit a títol extraordinari, quan l'ordinari són dos.

## Biografia
Va néixer a Villaviciosa (Astúries) va estudiar en el seminari d'Oviedo. Es va llicenciar en Teologia per la Pontifícia Universitat Gregoriana amb 26 anys. En els anys seixanta, com a sacerdot, va ser col·laborador i portaveu del llavors arquebisbe d'Oviedo, Vicent Enrique i Tarancón, el futur cardenal de la transició. Es va llicenciar en Filologia per la Universitat d'Oviedo i va treballar com a professor agregat i catedràtic en diversos instituts, entre ells el José María Pereda de Santander, i universitats com les de Valladolid, Múrcia i Saragossa, fins que va obtenir la càtedra de literatura espanyola en la Universitat de Salamanca.
Va dirigir la revista Ínsula i va fundar les Trobades de Verines. Va dirigir durant uns anys els cursos internacionals de la Universitat de Salamanca. També va col·laborar en el guió de la sèrie que TVE va dedicar a Teresa d'Àvila, i com a actor —envoltat d'ajudants de càtedra i doctorands, que sostenien el pal·li— va aparèixer en pantalla exercint el paper de l'arquebisbe de Sevilla que beneeix Concha Velasco.
El 1992 va ingressar en la Reial Acadèmia Espanyola com a membre de nombre, ocupant la butaca amb la lletra «c». A l'any següent va ser nomenat secretari, i el 1998 director, càrrec que ocupa fins a 2010.
En el 2000 va rebre un doctorat Honoris causa en Lletres de la Universitat Pedagògica Nacional "Francisco Morazán", a Tegucigalpa, amb motiu de la seva visita a l'Acadèmia Hondurenya de la Llengua.
L'any 2009 va ser guardonat amb el Premi Lázaro Carreter i en 2010 el rei Joan Carles I el nomenà cavaller de l'Orde del Toisó d'Or.
La seva tasca de recerca se centra en els autors castellans del Renaixement, la poesia del segle XX i la unitat de la llengua espanyola (aquesta última ha ocupat bona part de la seva política a l'Acadèmia, fomentant congressos i treballs conjunts d'estudiosos d'arreu de la Hispanitat).
En 2011 va rebre el Premi Internacional Menéndez Pelayo. Des de 27 de gener de 2012 és director de l'Institut Cervantes.

## Obres
- La poesía española de posguerra (1973)
- El arte literario de Santa Teresa (1978)
- León Felipe: itinerario poético (1986)
- La poesía española de 1935 a 1975 (1987)
- Nueva lectura del Lazarillo (1993)
- Al aire de su vuelo: estudios sobre Santa Teresa, fray Luis de León, san Juan de la Cruz y Calderón de la Barca (2004)
- Cinco novelas en clave simbólica (2010)